# Dorsum Heim

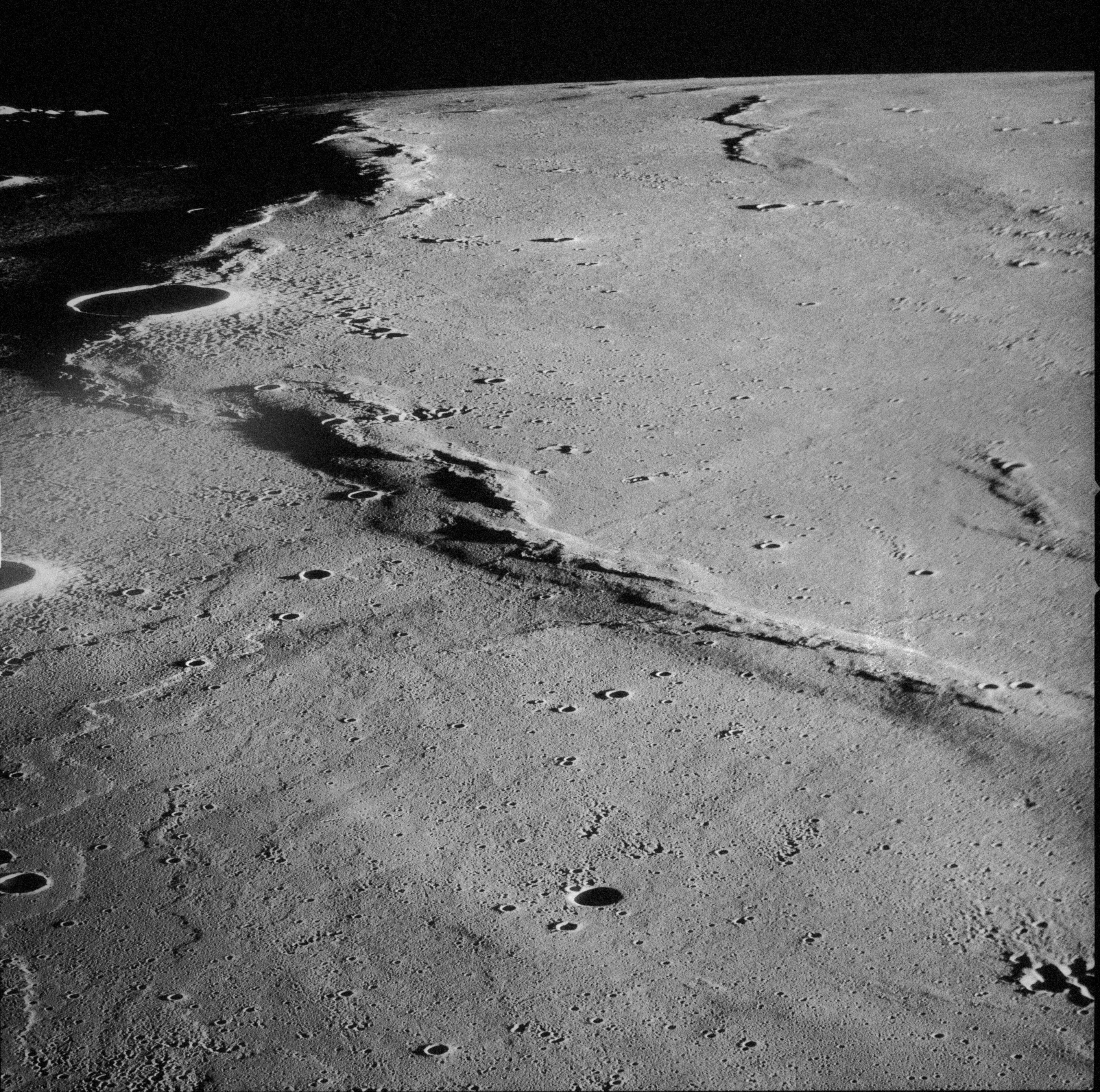
Dorsum Heim. Foto: Apolo 17.

La Dorsum Heim es una cresta arrugada de la Luna situada en la parte occidental del Mare Imbrium. El nombre de la dorsum hace referencia al geólogo suizo Albert Heim (1849-1937), siendo aprobado por la Unión Astronómica Internacional en 1976.
La dorsum tiene una longitud de 146.79 km, con una orientación noreste-sureste. En medio de la dorsum se encuentra el cráter C. Herschel de 13.7 km de diámetro, y al oeste el cráter Heis.
A pocos kilómetros al sureste se encuentra la Dorsum Zirkel.